# Leon Jackson
Leon Jackson er en engelsk sanger som vandt sæson 4 af det britiske udgave af X Factor